# Архив Поместного приказа
Архив Поместного приказа — находившийся в ведении Поместного приказа архив, в собрании которого находились документы, фиксировавшие государственные земли, раздаваемых в поместья за государственную службу.

## История
В XVI веке архивные материалы ещё являлись составной часть текущего делопроизводства, однако с течением времени наиболее старые и потерявшие актуальность документы стали храниться в специальном помещении — «казёнке». Верховная власть осуществляла контроль за хранением архивных документов. Центральные учреждения обязаны были представлять на рассмотрение высшей власти описи своих архивов. Для охраны учреждений и их архивов устанавливались ночные дежурства, причем подьячие несли службу внутри зданий, а стрельцы или сторожа — снаружи. Помещения предписывалось оборудовать железными дверями с засовами и железными решётками на окнах.
Дела хранились в казёнках по столам и повытьям, в соответствии со структурой учреждений. Документы располагались в ларцах, ящиках сундуках, которые следовало закрывать на замки и опечатывать печатями. Однако часто дела просто сваливались на «полатях». На ящиках привешивались специальные ярлыки с указанием хранившихся здесь материалов.
Архивные дела (столбцы, книги и тетради) теперь нумеровались. На единицах хранения также стали указывать их местонахождение. Благодаря этому взятое дело всегда можно было положить на место. Определённое внимание уделялось хранению письменных источников. Сначала оно осуществлялось исключительно дьяками. Категорически запрещалось выносить документы из учреждений. Если же это делалось с умыслом, для передачи материалов заинтересованному лицу, то за такое должностное преступление и нарушение порядка хранения дел следовало наказание.
В архивах Поместного приказа, где отлагалось большое количество источников, в XVII в. начали разрабатываться также другие справочники. Наиболее простыми из них являлись «азбуки», которые представляли собой описи документов с вынесенными на поля инициалами упоминаемых в тексте лиц. Более совершенными являлись «азбуки по алфабету», то есть выписанные в отдельную тетрадь фамилии и географические наименования с указанием поисковых данных необходимых единиц хранения. «Главы» составлялись к комплексам однородных документов, подшитых в книги или сборники. Это внутренняя инвентарная опись к единице хранения.
Собрание архива серьёзно пострадало в результате московского пожара 1626 года. Вследствие этого, правительство было вынуждено посылать дьяков и подьячих приказа на места, в уезды для снятия копий писцовых и переписных книг, хранившихся в приказных избах, взамен сгоревших в Москве.

## Документальный фонд
В архиве отложились книги писцовые (перепись мужского совершеннолетнего населения с описанием земель, угодий, промыслов, торговых заведений), переписные (поименная с указанием возраста перепись, в подавляющем числе случаев тяглого мужского населения по населённым пунктам), дозорные (записи результатов обследования районов, пострадавших от интервенции, стихийных бедствий), платёжные (перечни, составленные для раскладки и сбора повинностей на основе писцовых и дозорных книг), межевые (записи, фиксирующие границы владений), отказные и отдельные (сведения о крестьянских дворах и землях, пожалованных во владение помещику или вотчиннику), отписные (описания конфискованных в пользу казны имений, дворов и имущества).
Также в архиве сохранились многие сотни списков грамот, подтверждавших массовые пожалования земель помещикам после воцарения Михаила Федоровича Романова и в честь победы над королевичем Владиславом IV. В делах архива Поместного приказа содержались также сведения о продаже и обмене земель, регистрации крепостных актов на землю и крестьян, розыске беглых холопов и крепостных крестьян.

## Упразднение архива
Начало реорганизации органов административного управления при Петре I коснулось и Поместного приказа. После упразднения Поместного приказа в 1720 г. и вплоть до конца XVIII в. архив много раз перевозился из одного помещения в другое, в том числе в 1717 г. из Москвы в Петербург, в сырые казематы Петропавловской крепости. В 1728 г. все документы были упакованы в рогожные кули, погружены на телеги и доставлены обратно в Москву. Поместно-Вотчинный архив возник в 1786 году по Императорскому указу.
В настоящее время собрание архива входит в фонд Российского государственного архива древних актов.